# Frank Schablewski

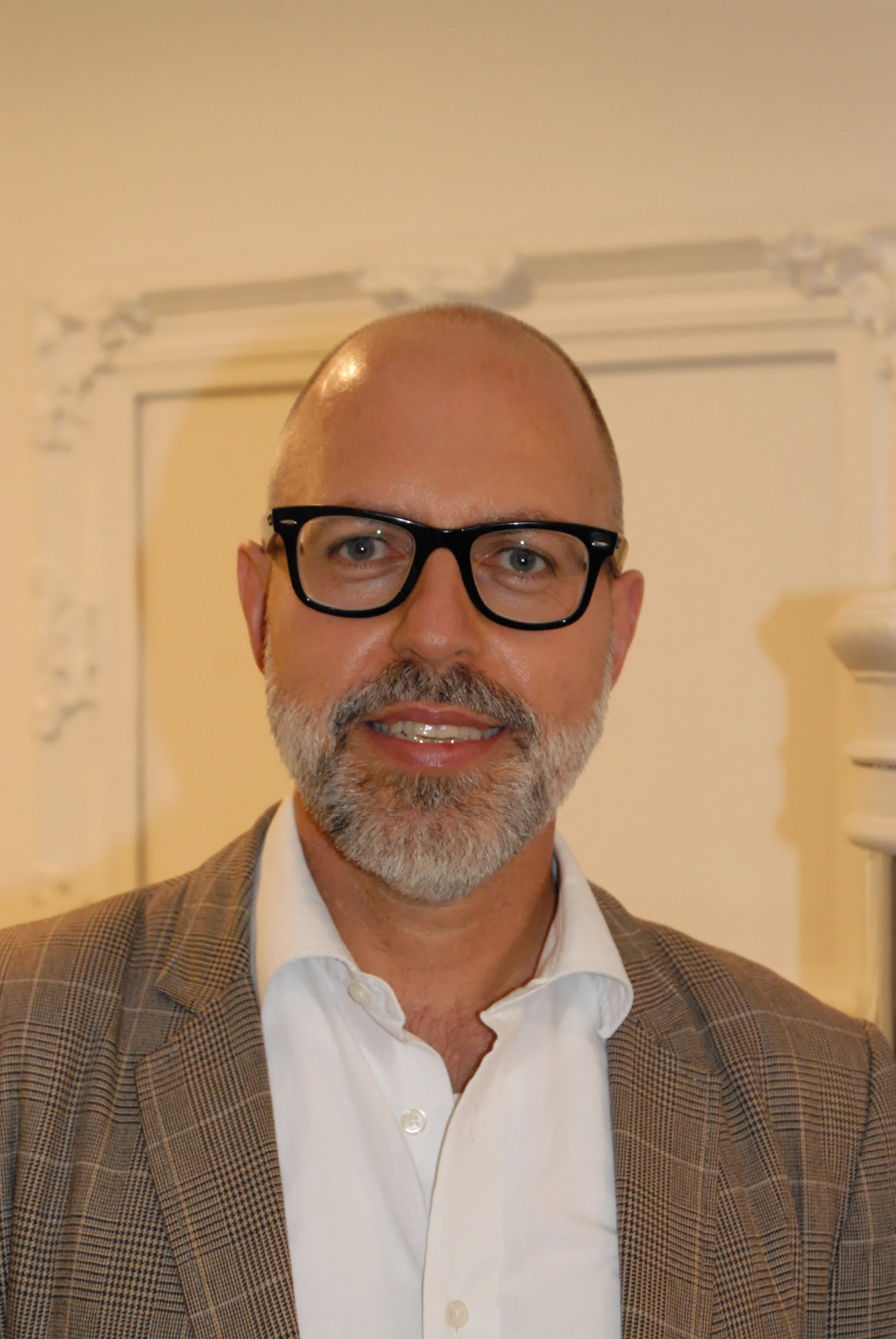
Frank Schablewski, 2015

Frank Schablewski (* 20. März 1965 in Hannover) ist ein deutscher Schriftsteller.

## Leben
Frank Schablewski studierte Bildende Kunst an der Staatlichen Kunstakademie Düsseldorf, an der er auch bei Eugen Gomringer, dem Lehrstuhlinhaber für Theorie der Ästhetik und Erfinder der Konkreten Poesie Vorlesungen hörte, sowie Tanz an verschiedenen Instituten in Deutschland, der Schweiz und Frankreich. Er verfasst Gedichte und Essays zur Kunst, die in Anthologien, Literaturzeitschriften und Katalogen von Galerien und Museen veröffentlicht wurden. Schablewski debütierte 1998 mit dem Gedichtband Süßholzköpfe. Seine Bücher erscheinen im Rimbaud Verlag.
Im Jahr 2005 nahm er an zwei Übersetzungsworkshops teil: „Versschmuggel“ der Literaturwerkstatt Berlin im April und Juni beim Poesiefestival Berlin. – Er erhielt zahlreiche Einladungen zu Literaturfestivals, u. a.: 2005 und 2014 Basler Lyrikfestival, 2007 Festival „Poesie International“ in Dornbirn, Österreich, Poesiefestival „Siirleristanbul“ in die Türkei (Gedichte wurden ins Türkische übertragen), 2009 erneute Einladung zum Poesiefestival „Siirleristanbul“ in die Türkei im Bereich visuelle Poesie. 2011 erfolgte die Einladung zum Literaturwettbewerb Schloss Wartholz.
Ausgewählte Gedichte des Autors wurden ins Spanische, Hebräische, Türkische und Slowenische übersetzt. Frank Schablewski selbst übertrug Gedichte von Ronny Someck aus dem Hebräischen und aus dem Spanischen Gedichte von Carmen Ollé ins Deutsche.
In jüngster Zeit vertonen Komponisten wie Gerhard Stäbler und Peter Gahn sein Werk. Für die Komposition Nachtsicht, die auf Gedichten von Frank Schablewski basiert, wurde Peter Gahn 2014 mit dem Kompositionspreis Stuttgart ausgezeichnet.
Frank Schablewski lebt in Düsseldorf.

## Auszeichnungen
- 1995: Publikumspreis beim 1. Düsseldorfer Dichterpreis
- 1997: Stipendium der Hermann-Haake-Stiftung, Stuttgart
- 1999: Förderung durch die Stiftung Kunst und Kultur NRW
- 2001: Arbeitsstipendium der Stadt Düsseldorf
- 2001: Reisestipendium für Israel von Stadt, Land und Bund
- 2001: Förderung durch die Stiftung Kunst und Kultur NRW
- 2001: Amsterdam-Stipendium
- 2002: Stipendium der Stiftung Künstlerdorf Schöppingen
- 2003: Reisestipendium Türkei des Landes Nordrhein-Westfalen
- 2003: Förderpreis für Literatur der Landeshauptstadt Düsseldorf[1]
- 2004: Reisestipendium Israel der Stadt Düsseldorf
- 2007: Türkeistipendium der Staatskanzlei NRW
- 2007: Arbeitsstipendium Kunststiftung NRW
- 2009: Projektstipendium der Kreissparkassenstiftung und der Sparkassenstiftung Rheinland
- 2013 Übersetzerstipendium München
- 2015 Übersetzerstipendium Straelen
- 2016 Istanbulstipendium der Kunststiftung NRW
- 2018 Projektstipendium Dr.-Bernhard-Albers-und-Dr.-Reinhard-Kiefer-Stiftung
- 2019 Projektstipendium Dr.-Bernhard-Albers-und-Dr.-Reinhard-Kiefer-Stiftung
- 2019 Projektstipendium Dr.-Bernhard-Albers-und-Dr.-Reinhard-Kiefer-Stiftung

## Einzeltitel
- Ein Paar aus vier Menschenhälften. Roman. Rimbaud, Aachen 2020, ISBN 978-3-89086-224-8.
- Engelkadaver. Azul Press, Maastricht 2018, ISBN 978-94-90687-99-1.
- Havarie. Prosa. Rimbaud, Aachen 2015, ISBN 978-3-89086-410-5.
- Ronny Someck, Nägel. Gedichte, übertragen Frank Schablewski und Lydia Böhmer aus dem Hebräischen. Azul Press, Maastricht 2012, ISBN 978-94-90687-42-7.
- Walt Whitman. Liebesgedichte - Love Poems. ausgewählt und übertragen von Frank Schablewski. Rimbaud, Aachen 2011, ISBN 978-3-89086-491-4. (englisch, deutsch)
- Nebengeräusche. Gedichte. Rimbaud, Aachen 2005, ISBN 3-89086-626-3.
- Eros Ionen. Gedichte. Rimbaud, Aachen 2003, ISBN 3-89086-690-5.
- Mauersegler. Gedichte. Rimbaud, Aachen 2002, (2. Auflage. 2005, ISBN 3-89086-745-6)
- Wasserfelle. Gedichte. Rimbaud, Aachen 2001, ISBN 3-89086-720-0.
- Lauffeuerpausen. Gedichte. Rimbaud, Aachen 1999. (2. Auflage. 2001, ISBN 3-89086-796-0)
- Süssholzköpfe. Gedichte. Edition Pitstop, Düsseldorf 1998.